# Proteostrenia eumimeta
Proteostrenia eumimeta är en fjärilsart som beskrevs av Eugen Wehrli 1936. Proteostrenia eumimeta ingår i släktet Proteostrenia och familjen mätare. Inga underarter finns listade i Catalogue of Life.